# Eustrotia roseoviridis
Eustrotia roseoviridis là một loài bướm đêm trong họ Noctuidae.